# Diospyros ebenum
Diospyros ebenum (đồng nghĩa: D. hebecarpa, D. glaberrima): ô mộc, mun Ceylon, thị Ceylon, mun Mauritius, mun thị là một loài cây thuộc Chi Thị. Loài cây của vùng nhiệt đới châu Á với gỗ lõi có màu sẫm được dùng trong đồ gỗ mỹ nghệ.
Đây là cây thường xanh có cỡ trung bình, cao 20-25 mét.
 Tư liệu liên quan tới Diospyros ebenum tại Wikimedia Commons

## Hình ảnh

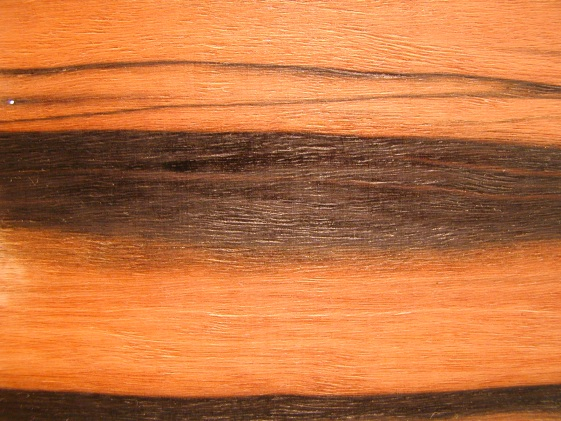
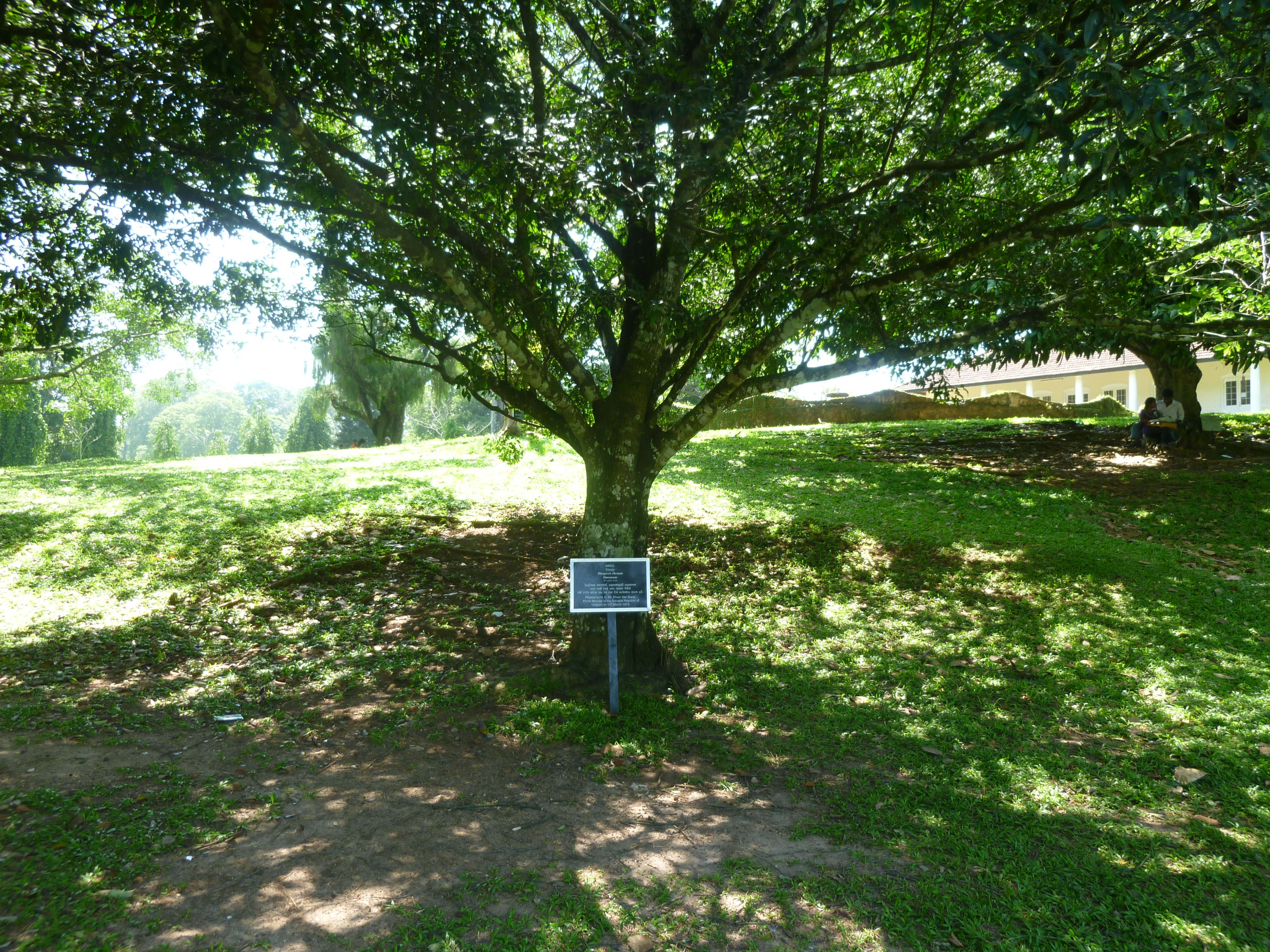
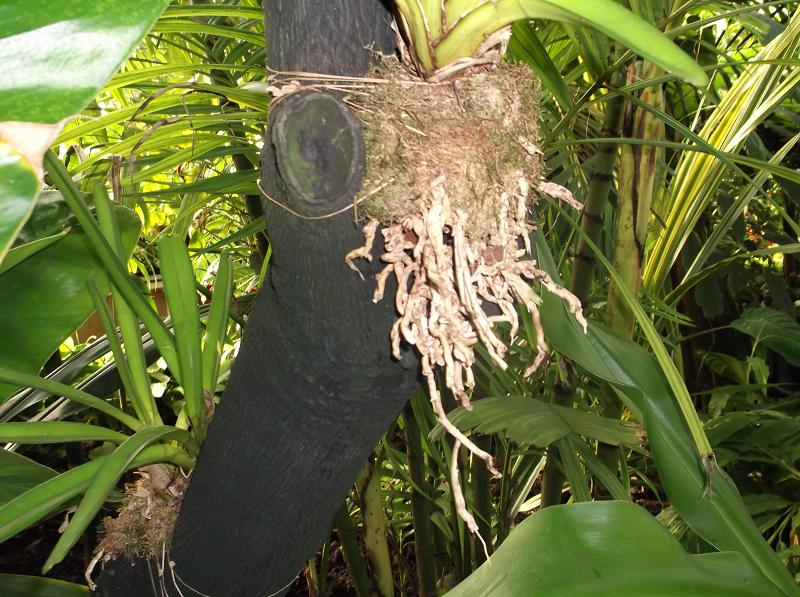
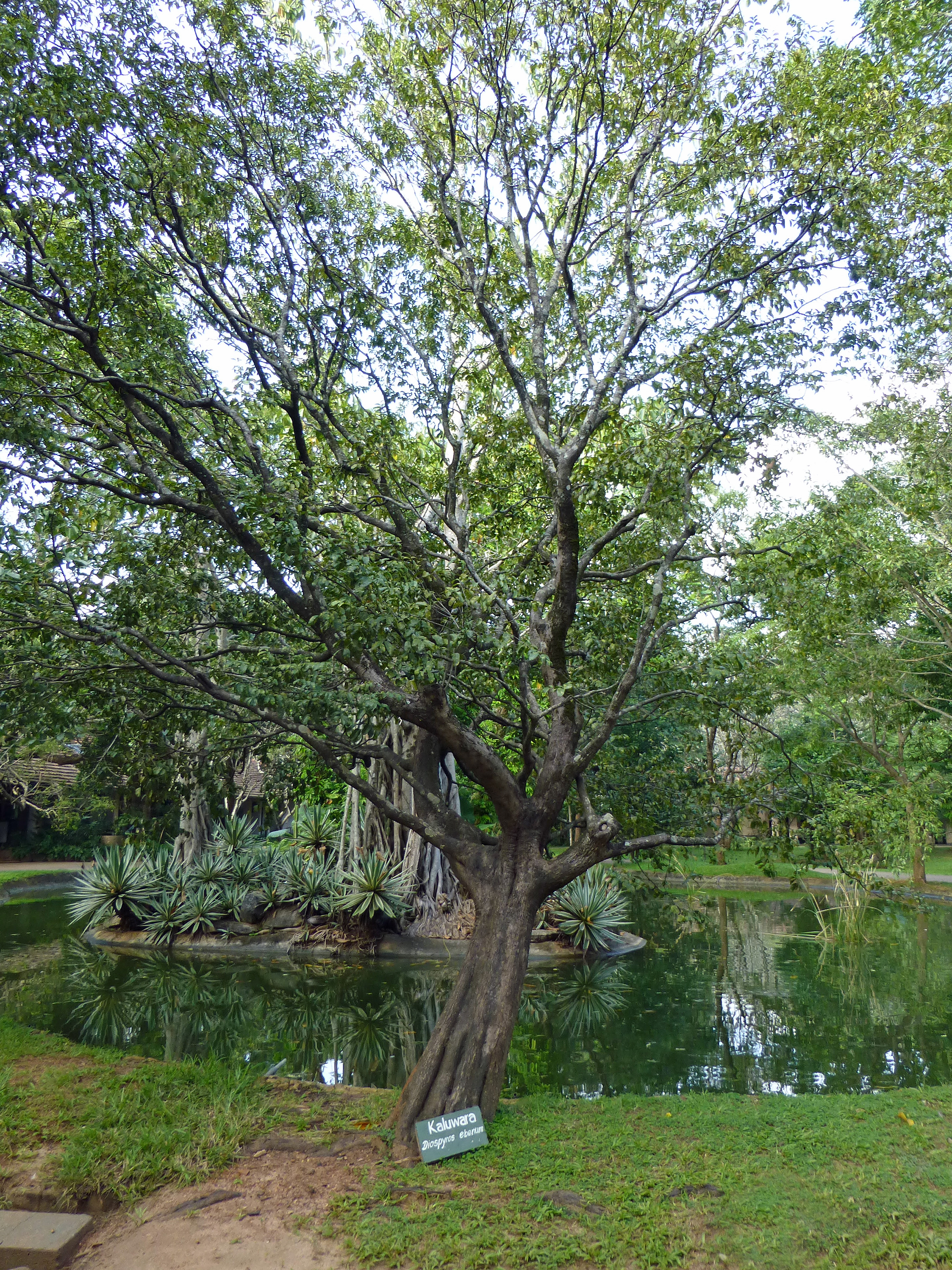